# Правита
Правита (пол. Prawita) — польский дворянский герб.

## Описание
В голубом поле пеший рыцарь в латах, с мечом в правой руке и щитом с изображенным на нём Абданком в левой.

## Герб используют
Феофил-Ремигиуш-Михаил-Франц Вотовский, герба Правита, жалован 19.08.1847 дипломом на потомственное дворянское достоинство Царства Польского.